# 石柳女
石柳女（せきりゅうじょ、明和6年〈1769年〉 - 没年不明）とは、江戸時代の女性浮世絵師。

## 来歴
鳥山石燕の門人。安永8年（1779年）の石燕門下の歳旦帖『初八声』に「十一歳石柳女」と称して挿絵を描いている。作画期は天明の頃とされるが、その他の事は不明。